# Ancylis mitterbacheriana

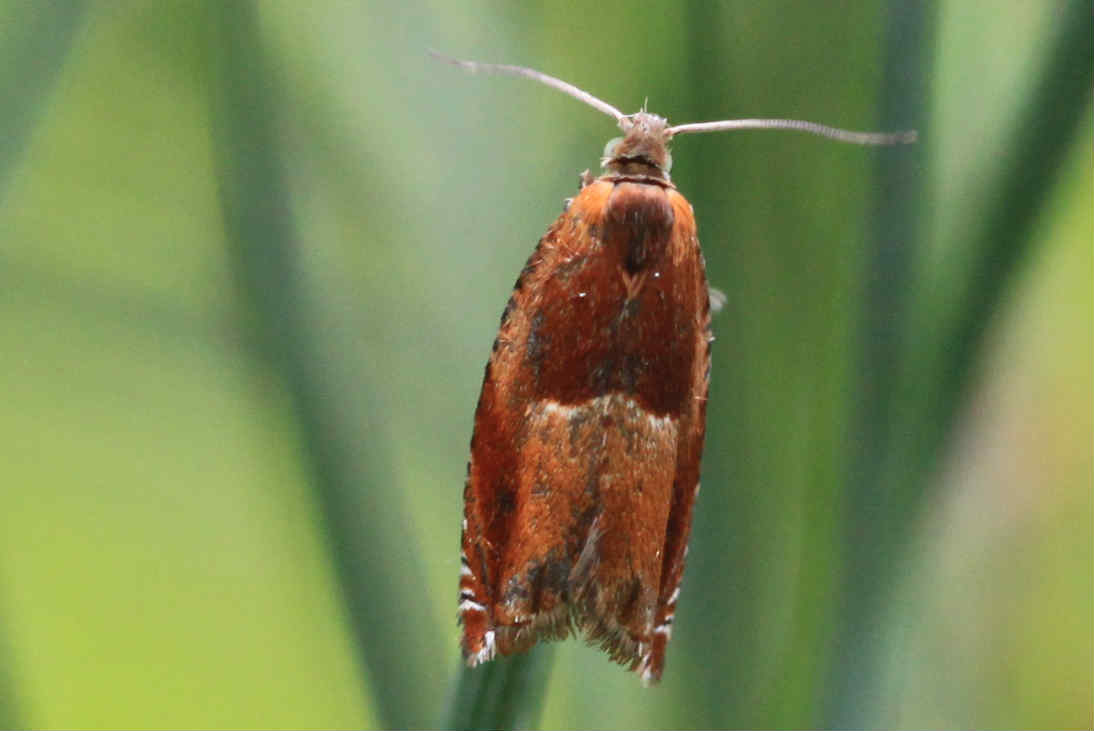

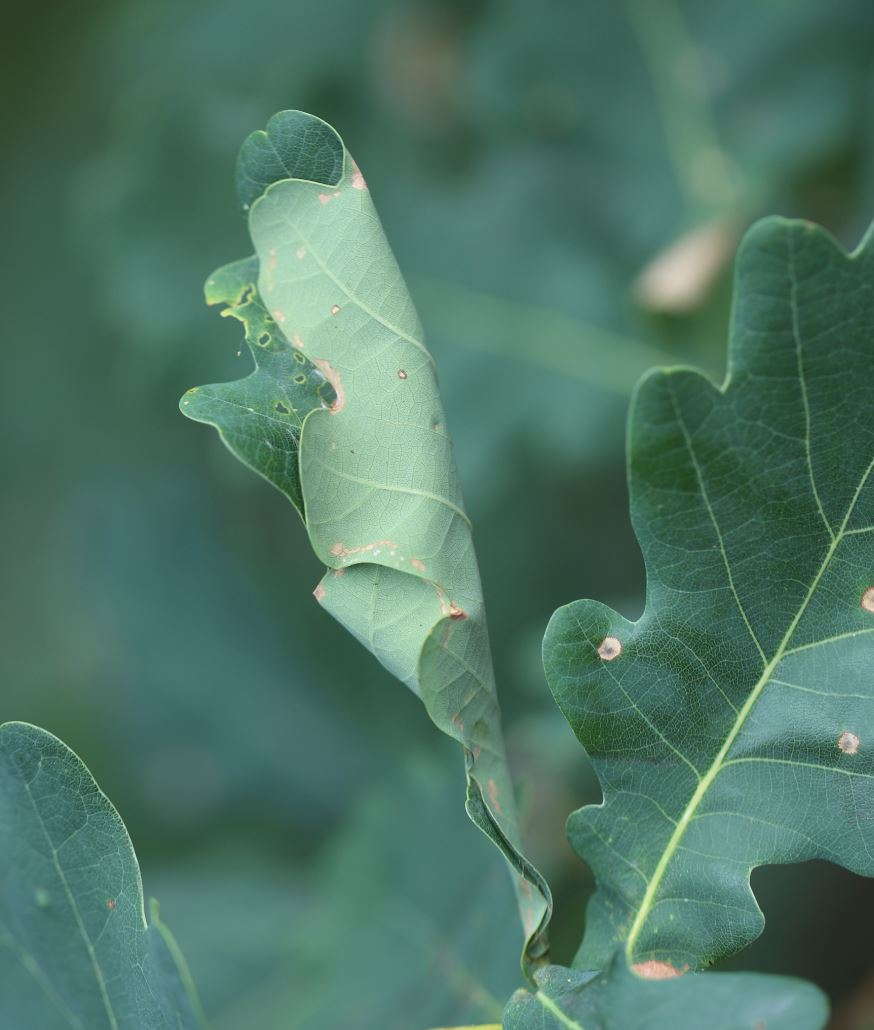
Eichenblattwickel mit einer Raupe darin

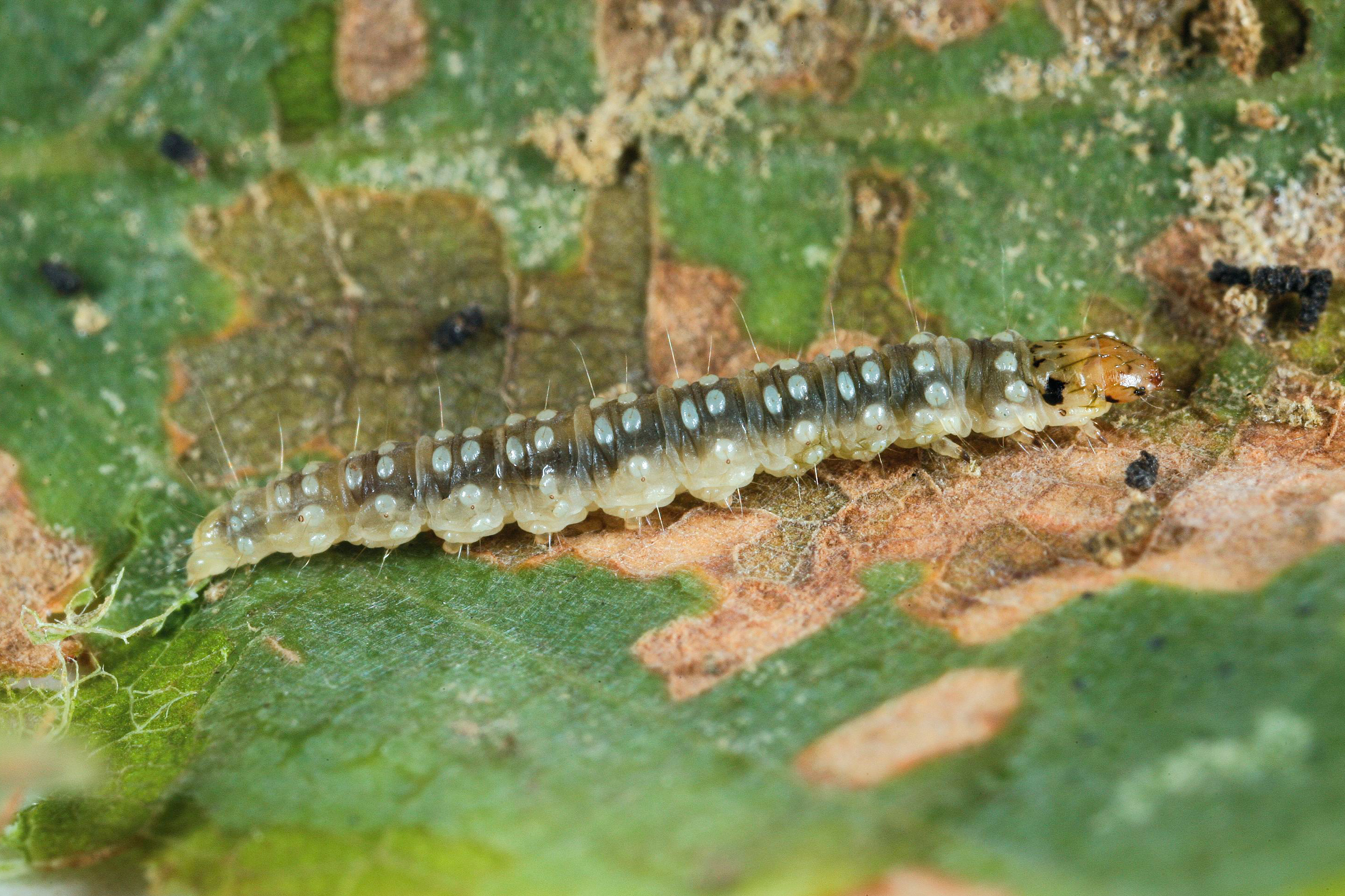
Raupe

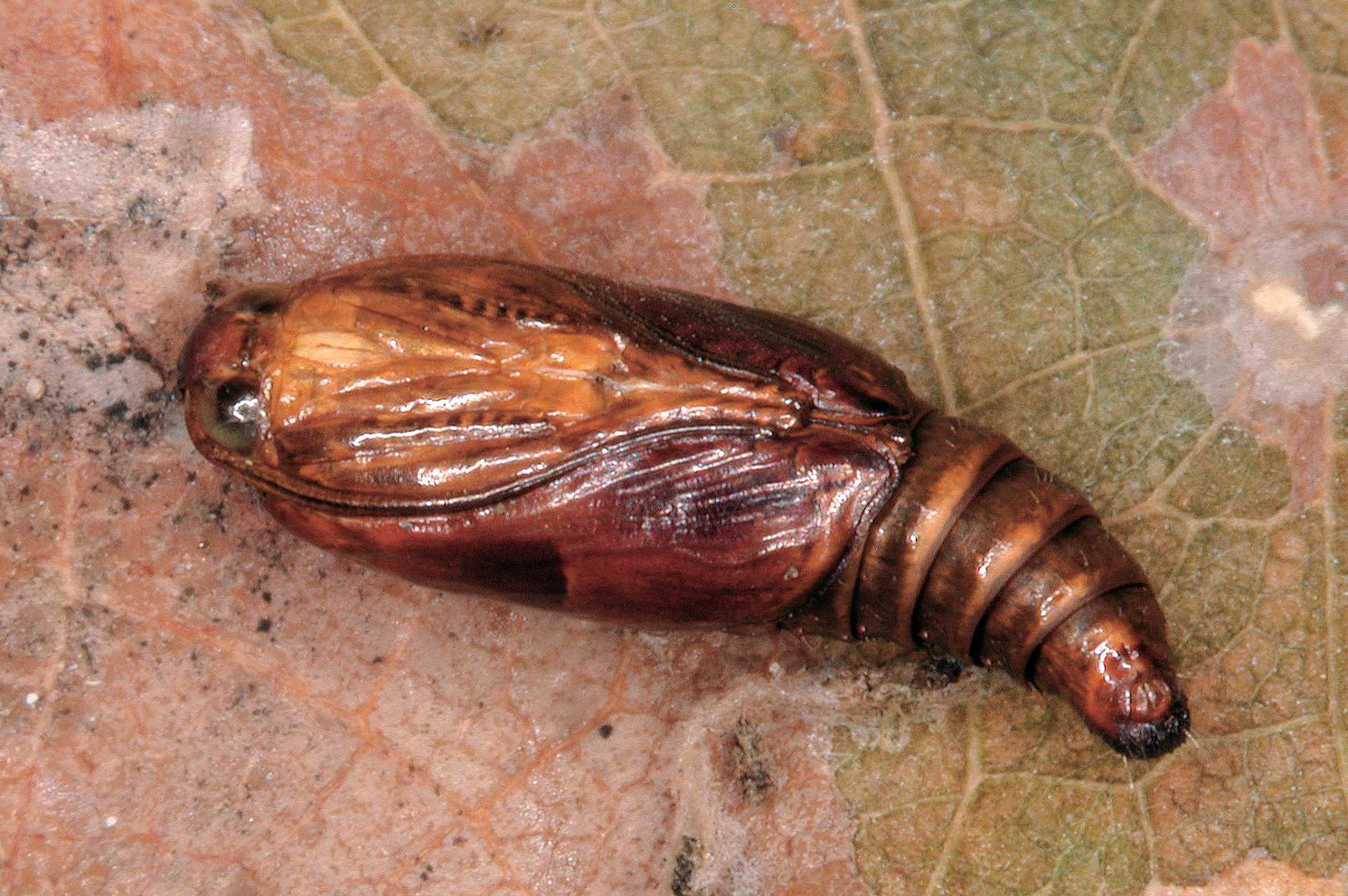
Puppe

Ancylis mitterbacheriana ist ein Schmetterling (Nachtfalter) aus der Familie der Wickler (Tortricidae).

## Merkmale
Ancylis mitterbacheriana besitzt eine Flügelspannweite von 12 bis 16 Millimetern. Die Vorderflügel besitzen eine hellrot-rosafarbene Grundfärbung. Die hintere Basal- und Diskalregion ist mit einem dunkleren rotbraunen Ton gefärbt. An der Seite wird dieser Bereich von einem weißen Randstrich abgeschlossen. Des Weiteren befindet sich an der Vorderkante nahe der Flügelspitze ein schmaler weiß-violett-braun gestreifter Bereich. Die Hinterflügel sind dunkel-beige gefärbt.

## Verbreitung
Ancylis mitterbacheriana ist in der westlichen Paläarktis beheimatet. Sie kommt in weiten Teilen Europas einschließlich den Britischen Inseln sowie in Kleinasien vor. Auf der Iberischen Halbinsel fehlt die Art dagegen.

## Lebensweise
Die Schmetterlinge findet man in und am Rande von Laubwäldern. Sie fliegen von Ende April bis Juni. Man findet sie gelegentlich tagsüber auf Laubblättern sitzend. Die Falter sind jedoch hauptsächlich dämmungs- und nachtaktiv. Die Raupen entwickeln sich in einem zusammengewickelten Blatt an Eichen (Quercus) und Buchen (Fagus) sowie Apfelbäumen (Malus). Die Art überwintert als Puppe.